# Quintanilla cabe Rojas
Quintanilla cabe Rojas es una localidad del municipio burgalés de Rojas, en la Comunidad Autónoma de Castilla y León (España). 
La iglesia parroquial está dedicada a La Asunción de Nuestra Señora.

## Localidades limítrofes
Confina con las siguientes localidades:
- Al noreste con Movilla.
- Al este con Piérnigas.
- Al sur con Rojas.
- Al noroeste con Llano de Bureba.

## Demografía
Evolución de la población
| Gráfica de evolución demográfica de Quintanilla Cabe Rojas entre 2000 y 2017 |
|                                                                              |
| Población de derecho (2000-2017) según el padrón municipal del INE           |

## Historia
Así se describe a Quintanilla cabe Rojas en el tomo XIII del Diccionario geográfico-estadístico-histórico de España y sus posesiones de Ultramar, obra impulsada por Pascual Madoz a mediados del siglo XIX:

Villa en la provincia, diócesis, audiencia territorial y capitanía general de Burgos (7 leguas), partido judicial de Briviesca (3), y ayuntamiento de Rojas (1/4). Situada en llano y combatida principalmente por los vientos N y O; su clima es bastante frío y se padecen por lo regular reumas y pulmonías. Se compone de 15 casas; escuela de primeras letras, a la que concurren los niños de ambos sexos de los 3 pueblos que forman el ayuntamiento, que son Rojas, Piérnegas y el que se describe; una iglesia parroquial matriz (La Asunción) servida por un cura párroco y un sacristán, y un cementerio fuera; los habitantes se proveen de agua del río Congostos. El término confina N Movilla; E Piérnegas; S Rojas, y O Carcedo. Su terreno generalmente hablando es secano, regándose solo la parte de la vega inmediata al río, cuyas tierras son pizarrosas; este o sea el citado río corre por el término en dirección de S a N, y después de unírsele el llamado Zorita, va a desaguar en el Oca. Los caminos, que son todos de herradura y se hallan en mediano estado, conducen a los pueblos limítrofes. Correos: se reciben de la capital del partido por los mismos interesados. Las producciones son trigo, cebada, centeno, avena, maíz, patatas, legumbres, algunas uvas y otras frutas; cría ganado lanar, vacuno y caballar; caza de liebres, perdices y conejos, y pesca de truchas y otros peces pequeños. Industria: la agrícola y 2 molinos harineros de una sola rueda cada uno. Población: 10 vecinos, 30 almas. Capital productivo: 339.820 reales. Imponible: 32.117. Contribución: 974 reales, 31 maravedíes.
Diccionario geográfico-estadístico-histórico de España y sus posesiones de Ultramar